# 殷遙
殷遙（？—？），字不詳，潤州句容縣（今属江苏）人。
曾任芸香阁校書。天宝年間，擔任忠王府仓曹参军。与王维、储光羲结交。家甚贫，死不能葬，女兒僅十岁，只能哭泣哀号。有憐之者赗赠，埋骨石樓山（今陝西省周至縣）中。有詩集傳世。